# Mijaíl Mordasov
Mijaíl Mordasov –en ruso, Михаил Мордасов– (14 de octubre de 1995) es un deportista ruso que compite en bobsleigh en las modalidades doble y cuádruple. Ganó tres medallas de bronce en el Campeonato Europeo de Bobsleigh, en los años 2021 y 2022.

## Palmarés internacional
| Campeonato Europeo | Campeonato Europeo    | Campeonato Europeo | Campeonato Europeo |
| Año                | Lugar                 | Medalla            | Prueba             |
| ------------------ | --------------------- | ------------------ | ------------------ |
| 2021               | Winterberg (Alemania) | Medalla de bronce  | Cuádruple          |
| 2022               | Sankt Moritz (Suiza)  | Medalla de bronce  | Doble              |
| 2022               | Sankt Moritz (Suiza)  | Medalla de bronce  | Cuádruple          |